# 佐倉惣五郎

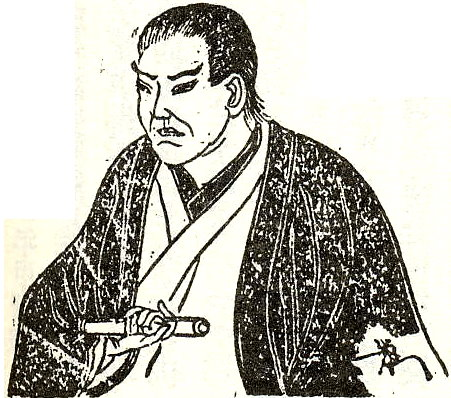
『帝国人名辞典』 より

佐倉 惣五郎（さくら そうごろう、生年不詳 – 承応2年8月3日（1653年9月24日）?）は、江戸時代前期の下総国佐倉藩領の義民として知られる人物。下総国印旛郡公津村（現在の千葉県成田市台方）の名主で、本名は木内 惣五郎（きうち そうごろう）、通称は宗吾（そうご。惣吾とも）とされる。
領主堀田氏の重税に苦しむ農民のために将軍への直訴をおこない、処刑されたという義民伝説で知られる。代表的な義民として名高いが、史実として確認できることは少ない。惣五郎の義民伝説は江戸時代後期に形成され、実録本や講釈・浪花節、歌舞伎上演などで広く知られるようになった。

## 確認できる生涯

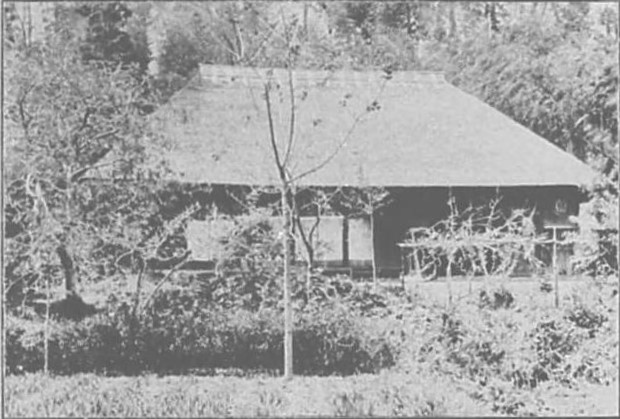
1912（明治45）年頃の惣五郎住家

かつては非実在説が唱えられたこともあるが、堀田氏時代の公津村名寄帳によって、「惣五郎」という富農が実在していたことが確認されている。児玉幸多によって「公津村に惣五郎という農民がいて、村内で1～2の田畑や屋敷を持っていたこと、承応2年8月に刑死をし、子供4人が同時に殺されたこと、その祟りがあるのというので、里民が石の祠を建てたこと」などが明らかとなった。
1715年に成立した『総葉概録』（佐倉藩主稲葉正往の命により藩儒磯辺昌言が編纂）には、堀田氏時代に公津村の「総五」なる者が何らかの罪によって処刑されたこと、総五が冤罪であると主張して城主を罵りながら死んだこと、堀田氏の改易（1660年）が総五の祟りとみなされたこと、このために「惣五宮」という祠が建てられたことが記されている。
しかし、惣五郎が直訴または一揆を行ったということを確認できる史料はない。

### さまざまな説
惣五郎がかかわったのは千葉氏再興運動であったという説もある。また、事件の原因についても、過酷な年貢、隠し田摘発のための検地、利根川付け替え工事などの諸説が挙げられている。鏑木行廣は、承応2年（1653年）に行われた公津村の分村（台方村など5か村に分割された）と、翌年の検地による年貢負担増加を史料で確認し、惣五郎が何らかの行動を起こしたのではないかと推測している。
林基は、現在伝わる「惣五郎の直訴状」とされるものは後世の作であろうとしつつも、主要な要求の内容は江戸時代初期の特徴を持っているとし、「惣五郎を中心とした反領主闘争があったことも否定しえない」と評価している。

## 伝承されることがら
佐倉惣五郎の伝承は、江戸時代に成立した『地蔵堂通夜物語』『堀田騒動記』『佐倉花実物語』といった実録本、講談・歌舞伎の『佐倉義民伝』に描かれている。各種の物語には、相互の矛盾点や事実に反する点もある。

### 出自
下総国印旛郡の堀田領内佐倉城下に生まれ、本名を木内惣五郎という。『佐倉花実物語』では、惣五郎の先祖は花井権太夫と名乗る北面の武士であり、朱雀院の姫である松虫姫に従って下向した人物と設定される。
肥後国五家荘には、五家荘葉木の地頭・緒方左衛門の子で、下総の木内家の養子になったという伝承がある。

### 直訴と処刑
佐倉藩主堀田正信は新たに重税を取り立て、領民の暮らしは困窮した。全領の名主たちは郡奉行や国家老に重税の廃止を求めたが拒絶され、さらに江戸に出て江戸藩邸に訴えても（門訴）取り上げられず、惣代6人が老中に駕籠訴を行ったがこれも退けられた。このため惣五郎は1人で将軍に駕籠訴を行った。『地蔵堂通夜物語』では承応2年（1653年）とされ、上野寛永寺に参詣する四代将軍の徳川家綱に直訴したという。『堀田騒動記』では正保元年（1644年）とされており、将軍は三代徳川家光になる。直訴の結果、訴えは聞き届けられ、佐倉藩の領民は救われた。しかし、惣五郎夫妻は磔となり、男子4人も死罪となった。
成田市の東勝寺（宗吾霊堂）によれば、澄祐和尚が公津ケ原の刑場に遺骸を埋葬したといい、寺地内にある現在の「宗吾様御廟」であるという。

## 死後

### 怨霊譚と顕彰・信仰

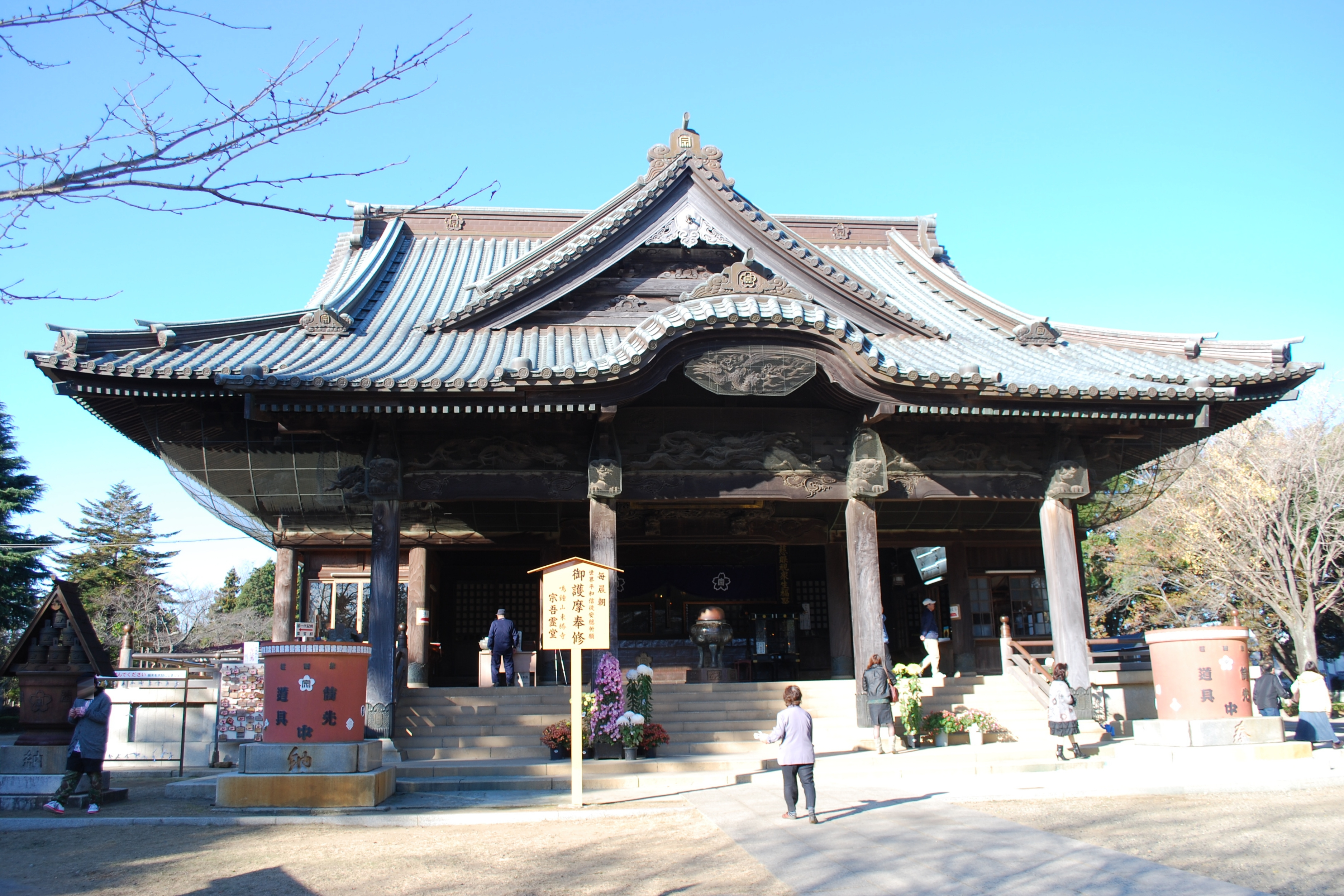
東勝寺大本堂（宗吾霊堂）

上述の通り『総葉概録』（1715年成立）には、惣五郎が堀田氏に祟るようになったという説や、佐倉藩主堀田正信の改易が、惣五郎の怨霊によるものという説が載せられている。公津村を中心に、藩との訴訟に敗れ処刑された惣五郎が堀田氏を滅ぼし、人々が将門山に彼を祀ったことが伝えられていたようである。延享3年（1746年）、佐倉藩主として堀田正亮が入封した（正信の弟である堀田正俊の子孫にあたる）。正亮は将門山（現在の千葉県佐倉市大佐倉）に惣五郎を祀り「口の明神」と称した。また、宝暦2年（1752年）は惣五郎親子の百回忌の年であるとして（承応2年（1653年）8月4日が処刑日とみなされた）、口の明神を造営し、「涼風道閑居士」の法号を諡して、以後春秋に盛大な祭典を行った。寛政3年（1791年）には堀田正順が惣五郎に徳満院の院号を送り、石塔一基を寄進。文化3年（1804年）には堀田正時が惣五郎の子孫に供養田を与えた。惣五郎を佐倉藩堀田家が公認したことで、18世紀後半に惣五郎物語の形成が進むことになった。
江戸時代後期以降近代にいたるまで、佐倉惣五郎を祀る祠や神社が各地に造営された。鏑木行廣によれば、日本全国で30か所あまりが確認できるという。東勝寺は明治時代に佐倉惣五郎の霊を祀る宗吾霊堂を建てており、寺そのものが「宗吾霊堂」の通称で知られる。東勝寺は「宗吾様」を本尊としている。大佐倉の「口の明神」（口ノ宮神社）は大正時代に火災で社殿を失うものの、隣接する将門神社と合わせ将門口ノ宮神社となり、平将門とともに祭神として祀られている。
長野県飯田市上飯田字實山の松川入佐倉神社は寛文12年（1671年）以前の創建と伝えられており、惣五郎を祀る神社では最も古いものとされる。堀田正信は飯田藩主脇坂安政（正信の実弟）に預けられていた時期があり、惣五郎のことなどで気を病んだ正信の心を休めるために脇坂安政夫人が御典医と相談し、惣五郎を祀る小祠を建てたのが起源と伝えられている。飯田市地域には惣五郎を祀る祠や神社が多数（少なくとも11か所）ある。長野県飯田市北方の佐倉神社は、昭和の不況で農村社会に不安が広がる中、宗吾霊堂の神霊を勧請して1932年（昭和7年）に創建された。
東京都台東区寿三丁目の宗吾殿は、近江国宮川藩堀田家（堀田正信の子孫の家系）が屋敷内に祀ったもので、享和5年（1803年）に行われた法要のころに建立されたと考えられている。戦災の後、昭和28年（1953年）に有志によって再建されたが、2017年に解体された。
新潟市中央区の古町愛宕神社境内社である口之神社は、口ノ宮神社からの分霊を受けて1884年（明治17年）に創建されたもので、地元で起こった新潟明和騒動の義民も併せて祀り顕彰した。

### 作品化

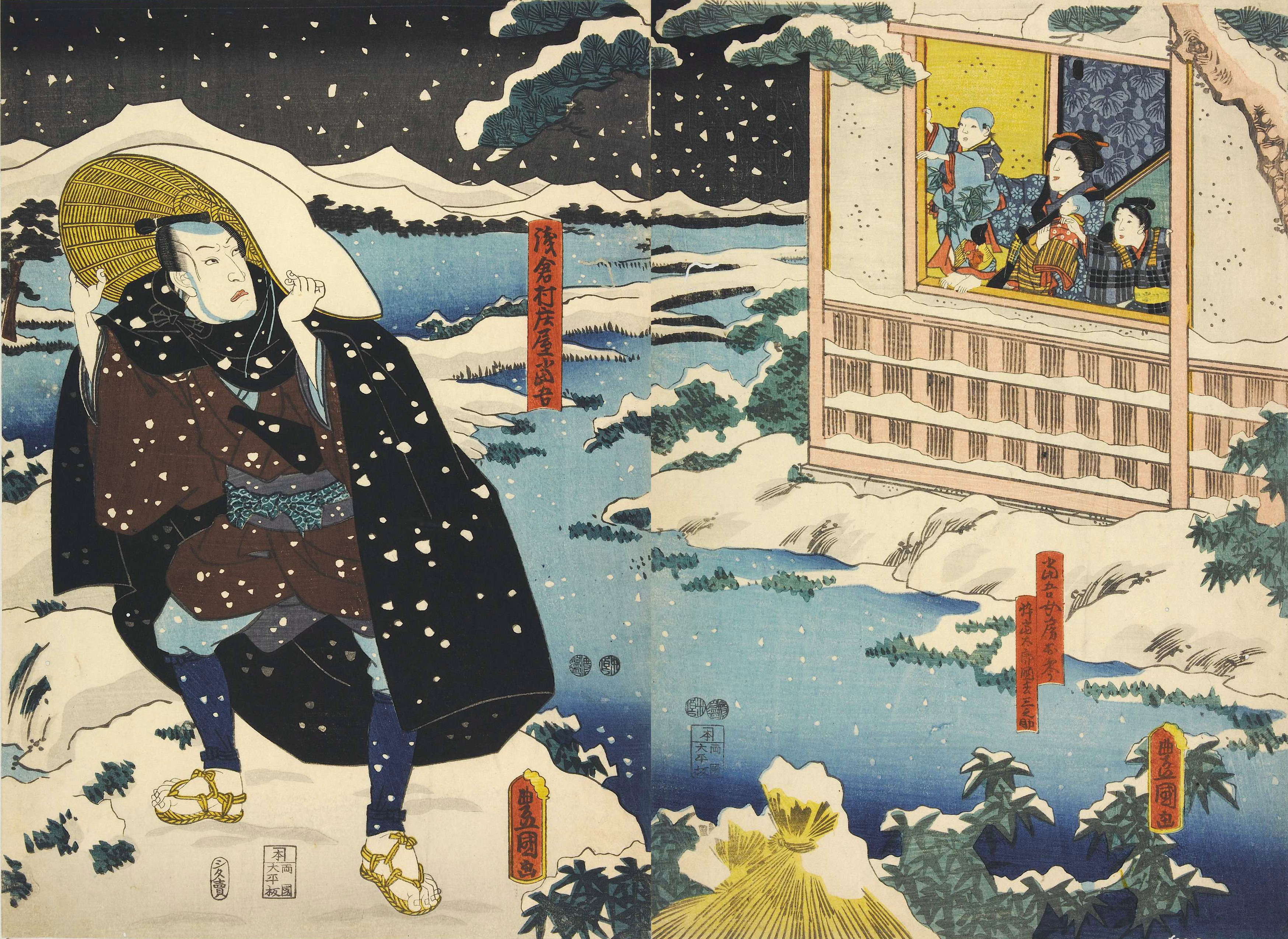
嘉永4年（1851年）江戸中村座初演『東山桜荘子』の錦絵。直訴を決意し、雪の中を江戸に向かう浅倉当吾（四代目市川小團次）と別れを惜しむ女房お峯（二代目尾上菊次郎）ら家族。三代目歌川豊国画（1851年）

宝暦年間（1751年 - 1764年）以後成立の実録本『地蔵堂通夜物語』や、講釈師石川一夢・初世一立斎文車らによる『佐倉義民伝』が編まれた。
佐倉惣五郎を主人公とする実録本については、『地蔵堂通夜物語』に代表される地蔵堂系、『堀田騒動記』『佐倉騒動記』に代表される騒動記系、さらに騒動記系から発展した『佐倉花実物語』が存在する。『佐倉花実物語』は惣五郎の幼少期の物語が新たに創作されている。この『佐倉花実物語』は松亭金水の読本『忠勇阿佐倉日記』の素材として用いられている。
最初の舞台化作品は、三世瀬川如皐による歌舞伎狂言『東山桜荘子（ひがしやまさくらそうし）』（1851年、江戸中村座初演）である。本作では舞台を室町時代に柳亭種彦作の合巻『偽紫田舎源氏』の世界をメインで、惣五郎の件を脇筋にし、さらに主人公の名を「浅倉当吾」としている。。なお、この作品は歌舞伎史上はじめて「農民一揆」を扱った作品で大当たりとなり、以後「義民物」と呼ばれる一ジャンルの嚆矢となった。明治時代後期以後は役名を実名どおり上演され、題も『佐倉義民伝』で定着することとなった。
こうした物語や芝居に取り上げられたことで（「佐倉義民伝」はこれら一連の作品の総称ともなっている）、佐倉惣五郎は義民として知られるようになった。歌舞伎、講談、浪曲、前進座など様々な芸能で「佐倉義民伝」として、今も繰り返し演じられる人気演目となっている。

### 現実の思想・運動への影響
林基は、『東山桜荘子』における藩主・収奪派家老・善政派家老の台詞から、幕末期の民衆の社会意識・政治意識を見ることができると評している。
幕末から明治初年の一揆では、惣五郎の物語が組織化に使われるケースもあった。たとえば安政6年（1859年）に信濃国伊那谷の白河藩飛地領で起きた南山一揆の指導者小木曽猪兵衛は、佐倉惣五郎を講釈に仕立てて一揆を組織したと言われている。
社会運動家や思想家は、それぞれの立場から自らの主張の先駆者として「佐倉惣五郎」を称揚した。幕末期から明治時代の思想家である福澤諭吉もその一人で、『学問のすゝめ』において「古来唯一の忠臣義士」としてその名を挙げている。自由民権運動家たちは民権運動の先覚者の姿を見、昭和恐慌や戦後改革の際にも新たな解釈とともに想起されることとなった。石川半山は田中正造に「君はただ佐倉惣五郎たるのみ」と、明治天皇への直訴を促したと言われている。戦後、1950年代に入っても九十九里浜闘争で逮捕されたものが「9人の宗吾」と周囲の漁民から称されるなどしている。

## 文化に与えた影響
惣五郎の逸話をモデルにした作品として、斎藤隆介の児童文学短編『ベロ出しチョンマ』（1967年。第17回小学館文学賞を受賞）がある。作者の斎藤自身が惣五郎の逸話をもとにした創作であると解説している。
木多康昭の漫画『平成義民伝説 代表人』（2002年）には、惣五郎の子孫とする設定の人物が登場する。
ATLASのゲーム『ペルソナ5』に於いて、主人公の協力者である佐倉惣治郎のモデルとされている。